# رستم‌آباد شمیران
رستم‌آباد از شمال به چیذر و فرمانیه، از جنوب به خیابان دولت، از شرق به میدان اختیاریه و پاسداران و از غرب به میدان پیروز و دیباجی جنوبی منتهی می‌شود.
رستم‌آباد دارای دو حسینیه قدیمی در ده بالا و ده پایین می‌باشد.
حسینیه بالا قدمت ان ۱۰۰سال می‌باشد و حسینیه پایین مسجد شاه آبادی می‌باشد که قسمت سقاخانه ان به عکس شهدا مزین است.
رستم‌آباد از سال۱۳۲۲ به‌آبادی پرجمعیتی تبدیل شد و به سه منطقة رستم‌آباد پایین، رستم‌آباد وسط (ابتدای خیابان گرکانی تا ابتدای بزرگ‌راه صدر) و رستم‌آباد بالا تقسیم شد.
از رستم‌آباد قدیم هنوز کوچه‌هایی که عرض سه متر و کم‌تر از آن هم دارند باقی مانده‌است از جمله، کوچه‌هایی که در خیابان شهید فریدون‌خانی است. به‌طورکلی این منطقه تاحدی توانسته بافت شهری گذشته خود را حفظ کند.
رستم‌آباد قدیم از پنج طایفه اصیل محسنیان، نوریان، عرب ، رحیمیان و رستم آبادی تشکیل شده که باهم پیوند خوشاوندی دارند، که به مرور‌ زمان اقوام دیگری به این منطقه مهاجرت کردند و سکنی گزیدند
در منطقه رستم‌آباد دو قنات وجود دارد: یکی در رستم‌آباد بالا (دیباجی شمالی) و دیگری در رستم‌آباد پایین (دیباجی جنوبی) که قنات رستم‌آباد بالا مهم‌تر و پرآب‌تر است و آب آن از باغی به مساحت ۱۰۰۰۰ متر مربع می‌گذرد و پس ازآن به چند شاخه تقسیم می‌شود.